# Radio:ACTIVE
Radio:ACTIVE —en español: Radio:ACTIVO— es el cuarto álbum de estudio de la banda británica de pop-rock McFly y también su primer disco bajo su propio sello discográfico, llamado Super Records, después de haber dejado a su antigua discográfica, Island Records. El 20 de julio de 2008 el álbum fue regalado de forma gratuita como suplemento en el periódico The Mail On Sunday y posteriormente, el 22 de septiembre de 2008, salió a la venta en tiendas de forma convencional en una edición de lujo, alcanzando el puesto n.º 8 en las listas de ventas y convirtiéndose en disco de plata gracias a haber vendido más de 90.000 copias las tiendas del Reino Unido.

## Antecedentes y lanzamiento
Después de que McFly confirmase que había dejado Island Records debido a diferencias discográfica, la banda creó Super Records, su propio sello discográfico bajo el que continuaron en el mercado musical. El 20 de mayo del 2008 la banda confirmó que su cuarto álbum de estudio, grabado y producido en Australia, se llamaría Radio:ACTIVE. Con el objetivo de hacer llegar el nuevo material a una gran cantidad de gente, se tomó la decisión de publicarlo primero de forma gratuita como suplemento en el periódico The Mail On Sunday. De este modo se llegaron a repartir unas 2.400.000 copias entre los lectores, lo que representó un incremento de 300.000 ejemplares en la circulación media del periódico. El director general del tabloide, Stephen Miron, declaró que tanto la banda como el periódico estaban «muy contentos con la venta». 
Posteriormente, el álbum salió a la venta en las tiendas del Reino Unido de forma convencional en una edición de lujo llamada Radio:ACTIVE Deluxe Edition, con 4 pistas adicionales, un libro de 32 páginas y un DVD que contenía documentales sobre la grabación del disco en Australia y su posterior promoción. El 29 de septiembre de 2008, la cadena británica Woolworths publicó una versión exclusiva con tres bonus tracks acústicos. En Japón, el álbum estaba disponible con tres portadas distintas, como forma de incentivo para obtener las tres ediciones. Cada edición contiene también un bonus track y contenido de DVD diferentes.

## Contenido
El cantante y guitarrista de la banda Tom Fletcher explicó cada tema en una entrevista pista por pista. «One for the Radio», originalmente llamada «Radio», no fue pensada para que fuese vista como una canción totalmente negativa, «es más positiva, ya sabes, para que una a la gente a la que le gustamos y le diga a la que no que no, que no nos importan sus críticas porque estamos muy contentos y orgullosos de lo que somos». «Lies» solo se incluyó en el lanzamiento del álbum oficial. La canción fue interpretada por primera vez en el evento de la Antorcha Olímpica de 2008. Fletcher declaró que «es una de las canciones que se surgió cuando no lo esperábamos. Estoy ansioso por su lanzamiento oficial». En cuanto a «Everybody Knows», la canción refleja la realidad de la vida de los miembros del grupo: «trata de crecer en una banda cuando la mayoría de los niños salen de la escuela e van a la universidad, nosotros íbamos a casa a grabar nuestro álbum debut, pasando los duros, años de la adolescencia juntos». «Do Ya» surgió cuando la banda tuvo la idea de escribir una canción «que todo el mundo pudiese cantar. Es lo que se nos da mejor, pop grande, cojones» «Falling in Love» vino de una de las ideas del otro guitarrista de McFly, Danny Jones. Trata sobre una oportunidad perdida, «alguien que ha dejado tu vida y no puedes dejar de pensar que si se hubiese quedado podría haber surgido el amor. De todas formas, nunca es demasiado tarde». «POV» es la canción que completa el álbum lento con un coro «de himno explosivo». Habla sobre una novia que tuvo Fletcher que no era feliz: «no importa lo que hice al final, pero me di cuenta de que me estaba haciendo sentir tan mal que no desearía que sintiese lo mismo que yo». «Corrupted» trata de una relación caótica, en la que aparentemente ninguno está hecho para el otro, pero ambos «se dan cuenta de que se trata de esas cosas malas las que les hacen gustarse mutuamente. ¿De verdad quieren romper si lo que hacen mal es lo que realmente satisface su relación?». «Smile» surgió cuando Fletcher estaba cantando en el coche un día y la canción «empezó saliendo de mí, y siempre me aseguro de que mi móvil tenga una grabadora de voz para estas ocasiones». Esta canción trata de esos momentos en que estás deprimido y necesitas algo para «sonreír para pasar el día». «The End» es una canción «muy lenta, pero lo recoge todo». Fue escrita junto con el grupo de producción musical The Matrix en 2003 y guardada en la recámara «durante tres álbumes antes de que nos decidiésemos a incluirla en este». «Going Through the Motions» surgió como el título de una canción todavía sin letra. «Por un momento se habló de que íbamos a participar en algún tipo de musical y pensé que si interpretábamos a una banda en una película de nuevo ésta debería llamarse 'los movimientos', y que si llegase a suceder, esta sería la canción que sonaría». «Down Goes Another One» trata sobre el chico abandonado en la relación con la chica de la canción «She Falls Asleep» del álbum Wonderland. «Only the Strong Survive» es una «canción optimista», pero fue considerada la más débil del álbum por Digital Spy. «The Last Song» fue creada con el objetivo de ser capaz de cantar una última canción «antes de morir ... intentaría recoger todo: momentos lentos y tranquilos, piezas grandes de rock y un montón de emoción, que es lo que queríamos lograr con esta canción».

## Promoción

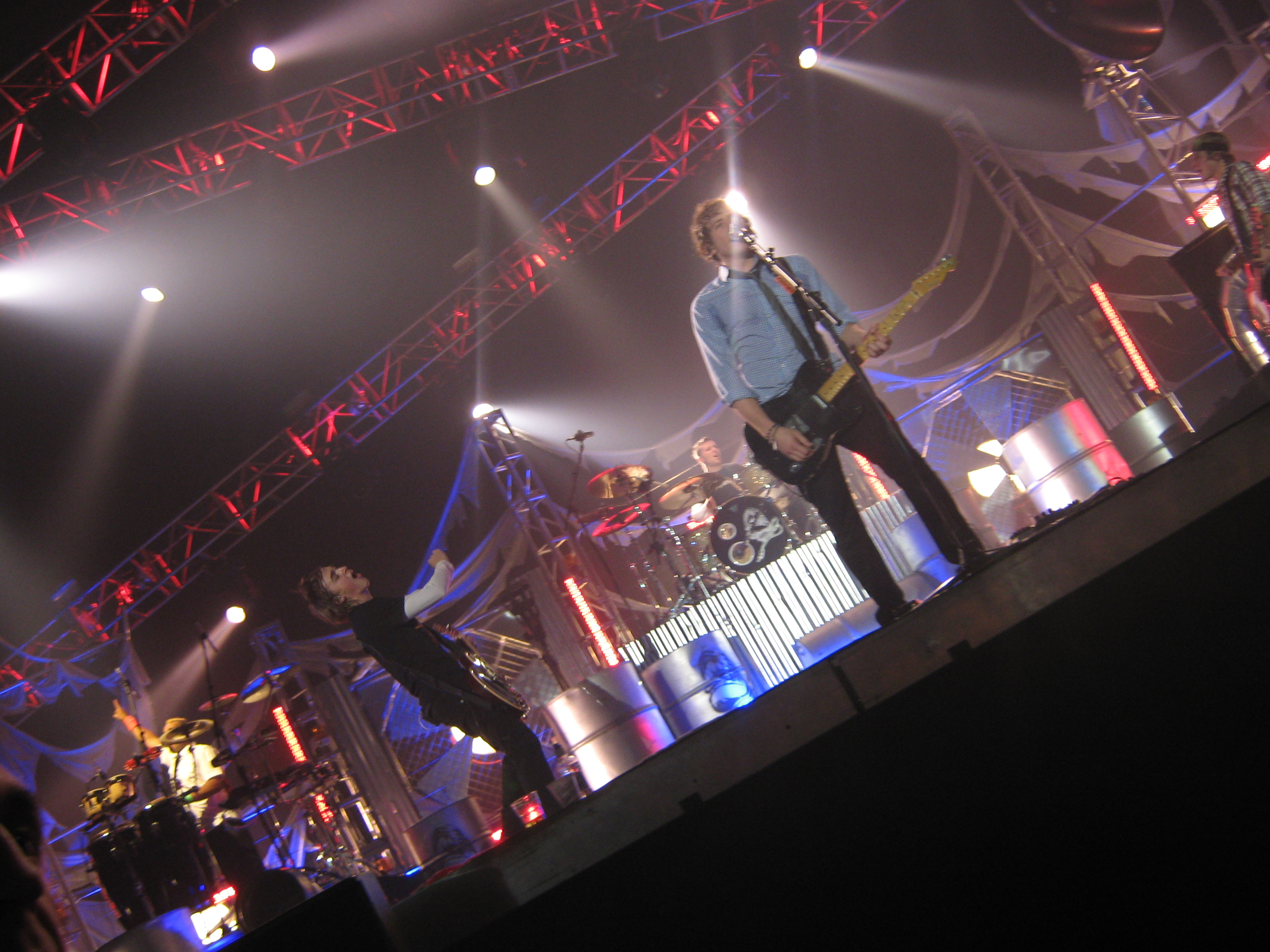
McFly actuando en el Newcastle Arena durante su Radio:ACTIVE Tour.

### Sencillos
- «One for the Radio» lanzado como primer single llegó al puesto n.º 2 en las listas de ventas.[14]
- «Lies» publicado como segundo sencillo del álbum pese a solo aparecer en la edición de lujo, alcanzó el puesto #4.[15]
- «Do Ya/Stay With Me» que se convirtió en el sencillo oficial de la campaña Children in Need de la BBC y alcanzó el puesto nº18;[16]
- «Falling in Love» lanzado como sencillo promocional de Radio:ACTIVE Live At Wembley, solo logró alcanzar el puesto nº87 en las listas del Reino Unido.[17]

### Gira
Ver: Radio:ACTIVE Live At Wembley

## Lista de canciones
| The Mail on Sunday Edition |                             |                                                                       |          |  |
| N.º                        | Título                      | Escritor(es)                                                          | Duración |  |
| 1.                         | «One for the Radio»         | Tom Fletcher                                                          | 3:06     |  |
| 2.                         | «Everybody Knows»           | Tom Fletcher, Danny Jones, Dougie Poynter, James Bourne               | 3:15     |  |
| 3.                         | «Do Ya»                     | Tom Fletcher, Danny Jones, Dougie Poynter, James Bourne               | 2:54     |  |
| 4.                         | «Falling in Love»           | Tom Fletcher, Danny Jones, Jason Perry                                | 4:29     |  |
| 5.                         | «POV»                       | Tom Fletcher                                                          | 3:54     |  |
| 6.                         | «Corrupted»                 | Tom Fletcher, Lauren Christy, Graham Edwards, Scott Spock, Gary Clark | 3:41     |  |
| 7.                         | «Smile»                     | Tom Fletcher                                                          | 3:16     |  |
| 8.                         | «The End»                   | Tom Fletcher, Lauren Christy, Graham Edwards, Scott Spock, Gary Clark | 3:44     |  |
| 9.                         | «Going Through The Motions» | Tom Fletcher, Danny Jones, Dougie Poynter                             | 3:22     |  |
| 10.                        | «The Last Song»             | Tom Fletcher, Danny Jones, Dougie Poynter                             | 4:47     |  |
| 36:19                      |                             |                                                                       |          |  |

| Radio:ACTIVE Deluxe Edition (SUPRCD1X) |                             |                                                                       |          |  |
| N.º                                    | Título                      | Escritor(es)                                                          | Duración |  |
| 1.                                     | «Lies»                      | Tom Fletcher, Danny Jones, Dougie Poynter                             | 3:44     |  |
| 2.                                     | «One for the Radio»         | Tom Fletcher                                                          | 3:06     |  |
| 3.                                     | «Everybody Knows»           | Tom Fletcher, Danny Jones, Dougie Poynter, James Bourne               | 3:15     |  |
| 4.                                     | «Do Ya»                     | Tom Fletcher, Danny Jones, Dougie Poynter, James Bourne               | 2:54     |  |
| 5.                                     | «Falling in Love»           | Tom Fletcher, Danny Jones, Jason Perry                                | 4:29     |  |
| 6.                                     | «POV»                       | Tom Fletcher                                                          | 3:54     |  |
| 7.                                     | «Corrupted»                 | Tom Fletcher, Lauren Christy, Graham Edwards, Scott Spock, Gary Clark | 3:41     |  |
| 8.                                     | «Smile»                     | Tom Fletcher                                                          | 3:16     |  |
| 9.                                     | «The End»                   | Tom Fletcher, Lauren Christy, Graham Edwards, Scott Spock, Gary Clark | 3:44     |  |
| 10.                                    | «Going Through The Motions» | Tom Fletcher, Danny Jones, Dougie Poynter                             | 3:22     |  |
| 11.                                    | «Down Goes Another One»     | Tom Fletcher, Danny Jones, Dougie Poynter]                            | 4:17     |  |
| 12.                                    | «Only The Strong Survive»   | Tom Fletcher, Jason Perry                                             | 3:35     |  |
| 13.                                    | «The Last Song»             | Tom Fletcher, Danny Jones, Dougie Poynter                             | 4:47     |  |
| 48:09                                  |                             |                                                                       |          |  |

| Radio:ACTIVE Deluxe Edition Bonus DVD |                                                                |          |  |
| N.º                                   | Título                                                         | Duración |  |
| 1.                                    | «Down Under with McFly - The Making of Radio:Active»           | 60:00    |  |
| 2.                                    | «Promoting Radio:Active - On The Road With McFly, Summer 2008» | 60:00    |  |
| 120:00                                |                                                                |          |  |

| Woolworths Exclusive Bonus Tracks |                                      |                                            |          |  |
| N.º                               | Título                               | Escritor(es)                               | Duración |  |
| 14.                               | «Do Ya» (Acoustic Version)           | Tom Fletcher, Dougie Poynter, James Bourne | 2:56     |  |
| 15.                               | «Falling In Love» (Acoustic Version) | Tom Fletcher, Dougie Poynter, Jason Perry  | 4:09     |  |
| 16.                               | «POV» (Acoustic Version)             | Tom Fletcher                               | 3:56     |  |

| Japanese Version n.º 1 (Green Cover) Tema extra |                                      |                                           |          |  |
| N.º                                             | Título                               | Escritor(es)                              | Duración |  |
| 14.                                             | «Falling In Love» (Acoustic Version) | Tom Fletcher, Dougie Poynter, Jason Perry | 4:09     |  |

| Japanese Version n.º 2 (Blue Cover) Tema extra |                |                   |          |  |
| N.º                                            | Título         | Escritor(es)      | Duración |  |
| 14.                                            | «Stay With Me» | Rod Stewart, Wood | 4:27     |  |

| Japanese Version n.º 2 (Blue Cover) Bonus DVD |                                                                      |          |  |
| N.º                                           | Título                                                               | Duración |  |
| 1.                                            | «Lies» (Videoclip)                                                   | 3:44     |  |
| 2.                                            | «One for the Radio» (Videoclip)                                      | 3:06     |  |
| 3.                                            | «Do Ya» (Videoclip)                                                  | 2:54     |  |
| 4.                                            | «Lies» (Making of the Video)                                         | 5:30     |  |
| 5.                                            | «Promoting Radio:Active - On the Road With McFly» (Japanese Version) | 1:00:00  |  |

| Japanese Version n.º 3 (Pink Cover) Temas extra |                                            |                                           |          |  |
| N.º                                             | Título                                     | Escritor(es)                              | Duración |  |
| 14.                                             | «Lies» (Johnny Phonett Remix)              | Tom Fletcher, Dougie Poynter, Danny Jones | 5:19     |  |
| 15.                                             | «Lies» (Johnny Phonett Dub)                | Tom Fletcher, Dougie Poynter, Danny Jones | 6:41     |  |
| 16.                                             | «Going Through the Motions» (Live Version) | Tom Fletcher, Dougie Poynter, Danny Jones | 3:22     |  |

| Japanese Version n.º 3 (Pink Cover) Bonus DVD |                   |          |  |
| N.º                                           | Título            | Duración |  |
| 1.                                            | «McFly In Brazil» | 30:00    |  |
| 2.                                            | «Fans Message»    | 2:30     |  |

## Posicionamiento en las listas de ventas
| Lista de ventas                                | Posición más alta | Certificación |
| ---------------------------------------------- | ----------------- | ------------- |
| UK Albums Chart                                | 8                 | Plata         |
| IRMA Albums Chart                              | 26                | -             |
| PROMUSICAE                                     | -                 | -             |
| Oricon, Lista semanal de álbumes               | 49                | -             |
| Oricon, Lista semanal Internacional de Álbumes | 15                | -             |

## Premios
La banda estuvo 6 días presentándose por primera vez en Latinoamérica con su, en aquel tiempo, nuevo álbum Radio:ACTIVE. Gracias a este hecho, obtuvieron nominaciones a «Mejor Artista Internacional Nuevo»en Los Premios MTV Latinoamérica 2009 y a «Mejor Artista Internacional» en los Nickelodeon Brazil Awards, convirtiéndose este último, en el primer premio que ganaban fuera del Reino Unido.

## Historial de publicación
| País        | Fecha                    | Discográfica            | Formato                             |
| ----------- | ------------------------ | ----------------------- | ----------------------------------- |
| Reino Unido | 22 de septiembre de 2008 | Super Records           | CD+DVD, CD, descarga digital        |
| Irlanda     | 22 de septiembre de 2008 | Super Records           | CD+DVD, CD, descarga digital        |
| Brasil      | 27 de octubre de 2008    | EMI Music Brazil        | CD, DVD                             |
| Portugal    | 2 de diciembre de 2008   | EMI Music Portugal      | CD, DVD, Discman y Descarga Digital |
| Japón       | 11 de febrero de 2009    | Avex Trax               | CD+DVD, descarga digital            |
| México      | 18 de mayo de 2009       | EMI Music International | CD                                  |
| Singapur    | 12 de junio de 2009      | Warner Music            | CD+DVD                              |
| España      | 1 de diciembre de 2009   | EMI Music Spain         | CD+DVD, descarga digital            |

## Personal
| - Danny Jones - guitarra, voz principal, productor ejecutivo - Tom Fletcher - guitarra, voz principal, piano, teclado - Harry Judd - batería, percusión - Dougie Poynter - bajo, coros - Jamie Norton - teclado - Jason Perry - guitarra, coros, productor, productor ejecutivo - Tom Lord-Alge - mezcla | - Head Hunter - diseño de 'Grill Mic' - Dean Chalkley - fotografía de portada - Alex Lake, Olivia Shay, Dean Chalkley - fotografías del folleto - Zip - carcasa |